# Beep Media Player
Il Beep Media Player (BMP) è un riproduttore audio libero, basato sul lettore multimediale XMMS. Il BMP è principalmente un port di XMMS alle GTK+2 (in particolare usa il wrapper gtkmm) e come tale è integrato meglio nell'aspetto grafico dell'ambiente desktop GNOME. Come XMMS, BMP assomiglia a Winamp e supporta anche le sue skin, oltre quelle create per XMMS. BMP supporta i più importanti formati audio compatibili con XMMS, poiché la differenza principale tra i plugin di input utilizzati in entrambi i lettori è il toolkti grafico usato per About e la configurazione del box di dialogo. In ogni modo, BMP non può utilizzare direttamente tutti i plugin di XMMS.

## Fork
In aggiunta con l'annuncio della pubblicazione della versione 0.9.7.1, il team di sviluppo di BMP ha anche annunciato che BMP non sarà più sviluppato attivamente. Infatti, il team ha deciso di dedicarsi alla prossima generazione di BMP, chiamata BMPx. Pochi giorni dopo l'annuncio, William "nenolod" Pitcock ha deciso di fare un fork della versione di BMP, chiamata Audacious.